# Mikołaj Sawicki
Mikołaj Sawicki (Piotrków Trybunalski, 23 de novembro de 1999) é um voleibolista profissional polonês, jogador posição ponta. 

## Títulos
Clubes
Campeonato Polonês Sub-21:
- 2018

## Premiações individuais
- 2018: Jogador Mais Valioso (MVP) da Campeonato Polonês Sub-21